# Gunung Pong Merah Putih
Gunung Pong Merah Putih är ett berg i Indonesien.   Det ligger i provinsen Aceh, i den västra delen av landet, 1 700 km nordväst om huvudstaden Jakarta. Toppen på Gunung Pong Merah Putih är 854 meter över havet.
Terrängen runt Gunung Pong Merah Putih är kuperad åt sydost, men åt nordväst är den bergig. Terrängen runt Gunung Pong Merah Putih sluttar söderut. Runt Gunung Pong Merah Putih är det mycket glesbefolkat, med 5 invånare per kvadratkilometer. I omgivningarna runt Gunung Pong Merah Putih växer i huvudsak städsegrön lövskog.